# Piazza Pia (Roma)
Piazza Pia è una piazza situata nel rione Borgo di Roma, tra Castel Sant'Angelo e via della Conciliazione. Intitolata a papa Pio IX, ha rappresentato per secoli un nodo urbano strategico e complesso, oggetto di numerose trasformazioni urbanistiche. 
In occasione del Giubileo del 2025, è stata completamente riqualificata, diventando la più grande area pedonale urbana della città.

## Storia
L'area su cui sorge l'attuale Piazza Pia ha origini antiche, risalenti all'epoca romana. 
Nel periodo romano, l'area di Piazza Pia era situata in prossimità di una delle principali vie di comunicazione che collegava il centro della città con la zona del Vaticano. In particolare, la piazza si trovava nelle vicinanze di un'importante struttura, la Meta Romuli, un monumento che segnava il punto di arrivo di una delle principali vie romane, il Trionfale, e che faceva parte del Muro Serviano, uno dei più antichi sistemi difensivi della città . La Meta Romuli, situata nell'area antistante la piazza, fungeva da punto di riferimento e segnava il confine dell'area urbana di Roma antica, risultando un importante monumento della città.

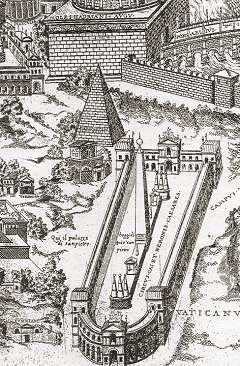
La Meta Romuli, tra il Circo di Nerone e il Mausoleo di Adriano, in una ricostruzione di Pirro Ligorio

Durante il Medioevo, l'area tra Castel Sant'Angelo e Borgo era un semplice piazzale, un punto di passaggio privo di una configurazione precisa. Tuttavia, una strada porticata collegava questo luogo alla Basilica di San Pietro, permettendo ai pellegrini di percorrerla al riparo dalle intemperie. Questa via porticata costituiva una delle principali vie di accesso a San Pietro, ed è ancora oggi testimoniata dalla presenza di alcuni elementi architettonici visibili in prossimità di Piazza Pia .
Nel 1450, in occasione del Giubileo del 1450, papa Niccolò V avviò i lavori di riqualificazione dell'area, con l'intento di valorizzare la zona come ingresso per i pellegrini che si recavano a Roma. Il progetto, sebbene rimasto incompiuto, prevedeva un intervento che includeva la creazione di una nuova area pubblica destinata ad accogliere i fedeli. Tuttavia, il progetto di Niccolò V non fu realizzato pienamente, e l'area rimase sostanzialmente invariata fino a ulteriori interventi successivi .
Nel 1500, in occasione del Giubileo del 1500, papa Alessandro VI predispose la demolizione di alcuni edifici nel Borgo medievale per dare spazio alla realizzazione di una nuova via di accesso alla Basilica di San Pietro, la via Alessandrina. Questa nuova strada, progettata per rendere più agevole l'accesso alla Basilica, è tuttora visibile ed è stata riqualificata in diversi momenti storici, ma la sua costruzione ha modificato radicalmente l'assetto urbano dell'area. Il progetto di Alessandro VI è uno degli interventi più significativi nella storia di Piazza Pia e ha segnato una trasformazione urbana che si è riflessa sulla piazza stessa. .
Nel XVI secolo, tra Borgo Vecchio e Borgo Nuovo, si sviluppava una zona allungata denominata *Spina di Borgo*. L'area era attraversata da tre strade principali: due convergevano verso la Basilica di San Pietro, mentre una terza portava a Borgo Sant'Angelo. L'espansione della zona portò alla modifica e all'ampliamento delle strade, e la piazza, già destinata al passaggio di pellegrini, divenne sempre più importante come punto di sosta e di incontro.
Nel XIX secolo, sotto il pontificato di papa Pio IX (1846–1878), l'area fu oggetto di ulteriori lavori di sistemazione urbana. Il pontificato di Pio IX ha segnato un momento di trasformazione per Piazza Pia, poiché il papa commissionò l'opera di ridisegno dell'area per migliorare l'accesso alla Basilica di San Pietro e per rispondere alle crescenti esigenze di traffico e di ordine pubblico. Il progetto fu affidato all'architetto Luigi Poletti, che operò con l'obiettivo di rendere la piazza più funzionale ed esteticamente in linea con la grandezza del monumento della Basilica. 
Nel 1852, l'architetto Luigi Poletti concepì due imponenti facciate neoclassiche gemelle in corrispondenza dell'ingresso alla Spina di Borgo. Insieme alla fontana centrale, questa nuova composizione architettonica contribuì a rendere Piazza Pia una scenografia urbana monumentale. La fontana, nota come Fontana dei Delfini, fu inaugurata il 7 dicembre 1861 e realizzata su commissione di papa Pio IX. Era costituita da una vasca sorretta da due delfini, inscritta in una nicchia sormontata da una conchiglia, all'interno di un'edicola ad arco con colonne ioniche e lo stemma pontificio di Pio IX. Nel 1936, durante la demolizione della Spina di Borgo per la realizzazione di via della Conciliazione, la fontana fu smontata e conservata nei magazzini vaticani, venendo rimontata nel 1958 all'interno della Città del Vaticano.

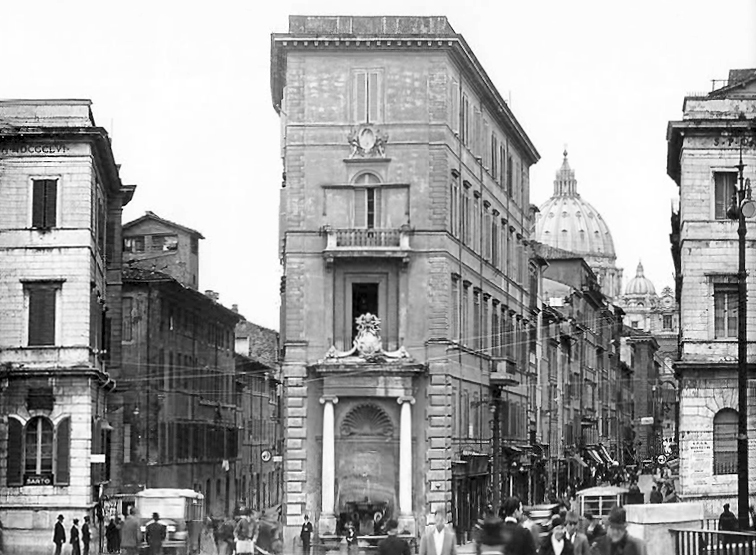
La Fontana dei Delfini

La fontana rappresentava un importante punto di riferimento per i pellegrini, ma l'espansione del traffico e la realizzazione di nuovi sottopassi hanno determinato la sua dismissione.
Nel 1861, con l'inaugurazione della nuova sede della Scuola dei Fanciulli a Piazza Pia, venne finalmente dato l'assetto definitivo alla piazza, che assunse il nome di Piazza Pia in onore di papa Pio IX.
Nel contesto della pianificazione urbanistica moderna, dopo la demolizione della spina di Borgo (1936) la fontana, che rappresentava un obelisco centrale e una vasca circolare, fu rimossa e quindi rimontata (1958) all'interno della Città del Vaticano, dove ancora si trova nel giardino in Via Pio X 
La demolizione della spina di Borgo, la rimozione della fontana e l'adeguamento del traffico hanno segnato la fine di una lunga fase di transizione per Piazza Pia. 
Nel XX secolo, con l'aumento del traffico veicolare, la piazza divenne un nodo critico per la viabilità della città. Per alleggerire la congestione e migliorare l'accesso alla Basilica, nel 1950 fu costruito un sottopasso che consentiva il deflusso del traffico. Tuttavia, nonostante questi interventi, la piazza continuò a essere un'area di forte concentrazione di traffico e di tensioni legate alla gestione della viabilità cittadina. La piazza, infatti, divenne un simbolo di contrasto tra la sua funzione come luogo di incontro religioso e il crescente impatto della modernizzazione urbana.

## Riqualificazione per il Giubileo 2025
In vista del Giubileo del 2025, Piazza Pia è stata oggetto di un ambizioso progetto di riqualificazione urbana, finanziato con un investimento complessivo di 85,3 milioni di euro. Il progetto ha previsto la pedonalizzazione completa della piazza e il prolungamento del sottopasso esistente di Lungotevere in Sassia, permettendo il deflusso del traffico veicolare in sotterraneo.
I lavori, completati in 490 giorni, hanno trasformato la piazza in uno spazio pubblico interamente pedonale, arricchito da pavimentazione in travertino, panchine, fontane, gradinate e alberature. L'intervento ha restituito continuità visiva e funzionale tra Castel Sant'Angelo e via della Conciliazione, creando un'area di sosta e contemplazione per cittadini e pellegrini.
Durante gli scavi, sono stati rinvenuti importanti reperti archeologici, tra cui una *fullonica* del II secolo d.C. e un giardino imperiale attribuito a Caligola. Questi reperti verranno trasferiti nei giardini di Castel Sant'Angelo per la loro conservazione e fruizione pubblica.

## Utilizzo attuale
Oggi, Piazza Pia rappresenta un esempio di rigenerazione urbana sostenibile, diventando la più grande area pedonale urbana di Roma. La piazza è un luogo di incontro e socializzazione, ospitando eventi culturali e religiosi, e offrendo una vista panoramica sulla Basilica di San Pietro e sull'ansa del Tevere. La sua trasformazione ha migliorato la qualità urbana e ambientale dell'area, restituendo alla città uno spazio pubblico di grande valore storico e simbolico.

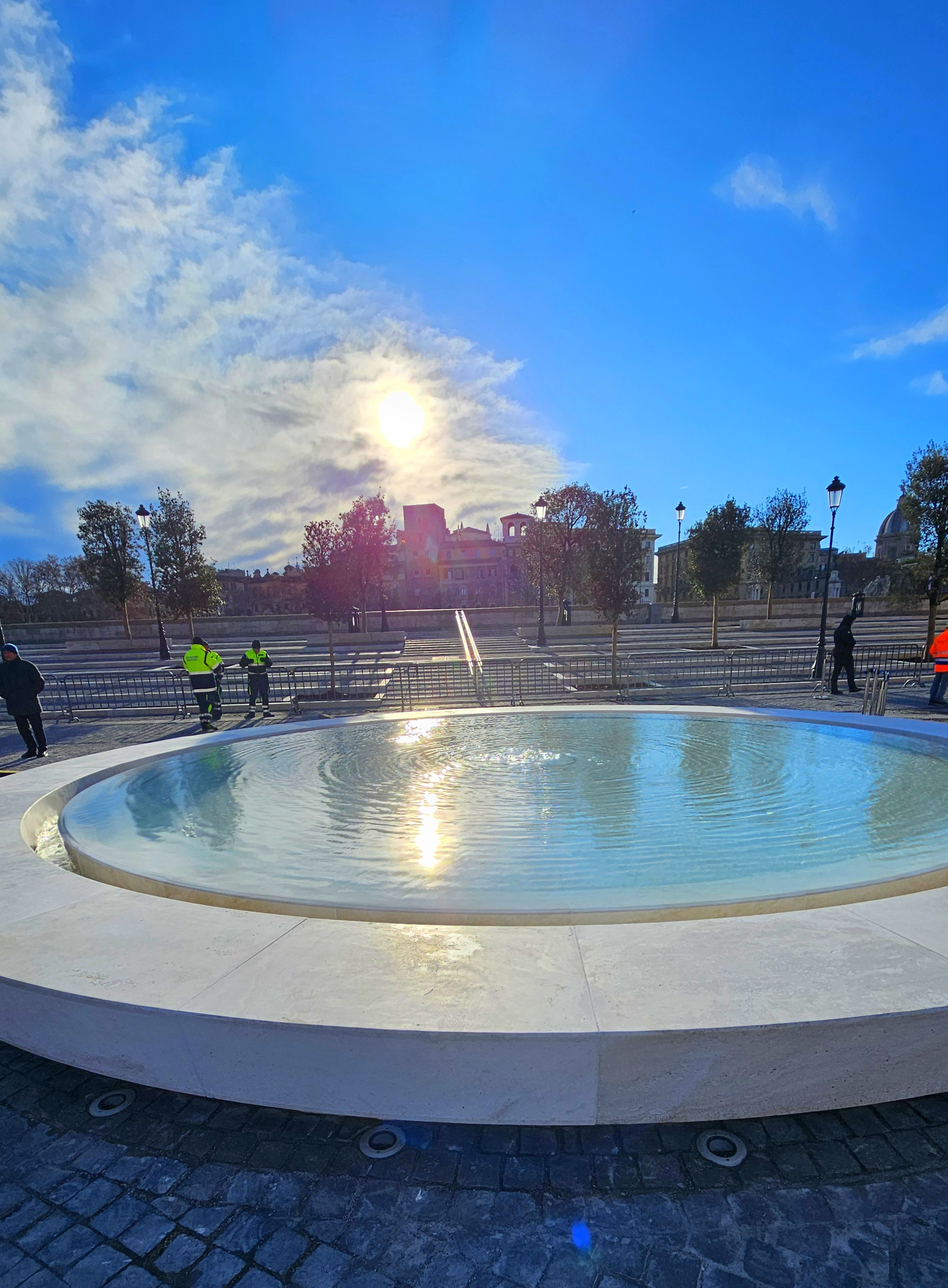
Una delle due fontane, al centro di Piazza Pia